# Konkordancia
Konkordancia vagy harmónia általában a dolgok és tulajdonságaik (például színük, hangjuk), valamint alkotórészeik egymással és az egésszel való zavartalan, egymáshoz illeszkedő, összhangban lévő állapotát jelenti. A konkordancia fogalmát a geológiában a rétegtan használja a hézagmentesen, folytonosan települő üledékek jellemzésére. A matematikai statisztikaban is egy szakkifejezés, amelyet a „konkordancia-együttható”-val (W) jellemeznek.

## Konkordancia a vitákban
Konkordanciának (összhangnak) nevezzük a véleményegyezések (szerencsés és ritka) állapotát is.

## Szóstatisztika
Konkordanciának nevezzük egy könyv vagy egyéb írásmű (legfontosabb) szavainak ábécébe szedett jegyzékét.
Mivel a számítógépes korszak előtt ilyen listák (indexek) készítése fáradságos volt, csak az igazán fontos szavak (például nevek, tárgyszavak, évszámok stb.) kerültek mutatóként kiválasztásra, és csak fontos műveket (például a Biblia) vagy személyek (például Shakespeare) munkáit vetették alá ilyen statisztikai vizsgálatnak. (Más kérdés, hogy a tartalomelemzés nevű eljárásban az újságcikkek szókincsét már a II. világháborúban is vizsgálták, hogy a szóhasználatból bizonyos következtetéseket tudjanak levonni. Így találtak meg például egy német kémet az amerikai haditudósító újságírók között.)
A konkordanciavizsgálat azonban a mindennapi nyelvészeti vizsgálatokban is hasznos. Meg lehet vele állapítani, hogy egy adott szövegben milyen szavak milyen gyakorisággal fordulnak elő, vagyis egy fajta minőségellenőrzési, stilisztikai elemzést lehet így elvégezni. Szempont lehet ugyanis bizonyos szavak kerülése, előfordulási gyakoriságának csökkentése stb.
A szavakat tehát gyakoriságuk és betűrendjük szerint lehet sorba állítani, de ez csak a kezdet. Ezután kerülhet sor a könyvtártudományban is ismert KWIC (Keyword In Context) és KWOC indexek készítésére, amely arra szolgál, hogy egy-egy szó közvetlen környezeti előfordulásait lehessen kikeresni, összegyűjteni. Ez főleg nyelvtanulásban hasznos, de arra is jó, hogy segítségével megállapítsák, hogy egy adott szövegben előfordul-e egy konkrét kifejezés vagy szakszó definíciója, vagy az valamiért elmaradt. Ilyen módon lehetőség nyílik egy szöveg értelmezés szempontból való lezárására, teljességvizsgálatára, azaz egyetlen definiálatlan kifejezést sem kell meghagyni a szöveg említett feldolgozása után.
Léteznek kétnyelvű konkordanciák is, amelyek alapja a párba szedett szöveg (korpusz) vagy fordítómemória.

### Példák
Az angol Wikipédiában is végeztek konkordanciavizsgálatot két nagyobb irodalmi művel kapcsolatban. Az eredménye egy betűk szerint csoportosított szójegyzék (előfordulási jegyzék) az adott szavak előfordulási számával, illetve közvetlen linkkel az olyan szóhoz tartozó szócikkre. Ezek eredményeit az angol Wiktionaryben (Wikiszótár) lehet megtalálni.

### Magyar példa
Gyakorisági elemzés Buda Béla A közvetlen emberi kommunikáció szabályszerűségei című szövegéből.
Egymástól eltérő szavak száma 15 807, összes szóelőfordulás 78 298.
| Szó sorszám | Szó           | Darabszám | Szó aránya a szövegben |
| ----------- | ------------- | --------- | ---------------------- |
| 1           | A             | 8051      | 10,2825%               |
| 2           | Az            | 2068      | 2,6412%                |
| 3           | is            | 950       | 1,2133%                |
| 4           | hogy          | 790       | 1,0090%                |
| 5           | kommunikáció  | 710       | 0,9068%                |
| 6           | nem           | 709       | 0,9055%                |
| 7           | kommunikációs | 514       | 0,6565%                |
| …'          |               |           |                        |
| 15804       | Zeitschrift   | 1         | 0,0013%                |
| 15805       | Zweite        | 1         | 0,0013%                |
| 15806       | Zimbardo      | 1         | 0,0013%                |
| 15807       | Zisook        | 1         | 0,0013%                |

#### Egy szó kontextusban
A 710-szer előforduló kommunikáció szó közvetlen környezete (más néven KWIC index):
```
da Béla    A közvetlen emberi ------ szabályszerűségei    Tartalom 
INTÉS   1. A közvetlen emberi ------ fogalomköre és jelenségei   2.
ségei   2. A közvetlen emberi ------ kutatásának és értelmezésének 
etei a pszichológiában   3. A ------ modern kutatásának kezdetei és
NDSZERÉNEK ALAPVONALAI   1. A ------ általános elméleti modellje – 
…
```